# Scaphium burkillfilii
Scaphium burkillfilii là một loài thực vật có hoa trong họ Cẩm quỳ. Loài này được Kosterm. miêu tả khoa học lần đầu tiên vào năm 1968.